# Ann Smith Franklin
Ann Smith Franklin, född 1696, död 1763, var en amerikansk redaktör. 
Hon utgav Newport Mercury från 1758, och blev som sådan den första kvinnliga redaktören i det senare USA. Hon var den första kvinna som inkluderades i University of Rhode Island's Journalism Hall of Fame.